# Pseudarctia nivea
Pseudarctia nivea là một loài bướm đêm thuộc phân họ Arctiinae, họ Erebidae.